# FIFA-vrouwenranglijst maart 2005
Dit is de wereldranglijst voor vrouwen van maart 2005 zoals die werd opgesteld en vrijgegeven door de FIFA op 25 maart 2005.
| #  | +/−     | Land             | pnt  | +/−     |
| -- | ------- | ---------------- | ---- | ------- |
| 1  | Stabiel | Duitsland        | 2190 | 9       |
| 1  | 1       | Verenigde Staten | 2190 | 25      |
| 3  | Stabiel | Noorwegen        | 2109 | 37      |
| 4  | Stabiel | Brazilië         | 2053 | Stabiel |
| 5  | 4       | Frankrijk        | 2038 | 52      |
| 6  | 1       | Zweden           | 2034 | 1       |
| 7  | Stabiel | Denemarken       | 1989 | 11      |
| 8  | Stabiel | Noord-Korea      | 1988 | Stabiel |
| 9  | 3       | China            | 1985 | 40      |
| 10 | Stabiel | Italië           | 1952 | 4       |
| 11 | Stabiel | Canada           | 1890 | Stabiel |
| 12 | 1       | Japan            | 1886 | 3       |
| 13 | 1       | Rusland          | 1884 | 5       |
| 14 | Stabiel | Engeland         | 1879 | 13      |
| 15 | Stabiel | Australië        | 1861 | 17      |
| 16 | Stabiel | Finland          | 1816 | 3       |
| 17 | Stabiel | Nederland        | 1805 | 4       |
| 18 | Stabiel | IJsland          | 1791 | Stabiel |
| 19 | Stabiel | Oekraïne         | 1773 | 5       |
| 20 | Stabiel | Spanje           | 1754 | 2       |
| 20 | 1       | Nieuw-Zeeland    | 1754 | Stabiel |

| FIFA-vrouwenranglijst maart 2005 (21-121) | FIFA-vrouwenranglijst maart 2005 (21-121) | FIFA-vrouwenranglijst maart 2005 (21-121) | FIFA-vrouwenranglijst maart 2005 (21-121) | FIFA-vrouwenranglijst maart 2005 (21-121) |
| #                                         | +/−                                       | Land                                      | pnt                                       | +/−                                       |
| ----------------------------------------- | ----------------------------------------- | ----------------------------------------- | ----------------------------------------- | ----------------------------------------- |
| 22                                        | Stabiel                                   | Tsjechië                                  | 1746                                      | Stabiel                                   |
| 23                                        | Stabiel                                   | Chinees Taipei                            | 1739                                      | 3                                         |
| 23                                        | 1                                         | Nigeria                                   | 1739                                      | Stabiel                                   |
| 25                                        | Stabiel                                   | Mexico                                    | 1733                                      | 4                                         |
| 26                                        | Stabiel                                   | Zuid-Korea                                | 1725                                      | Stabiel                                   |
| 27                                        | Stabiel                                   | België                                    | 1698                                      | 1                                         |
| 28                                        | 1                                         | Hongarije                                 | 1694                                      | 5                                         |
| 29                                        | Stabiel                                   | Schotland                                 | 1691                                      | Stabiel                                   |
| 30                                        | Stabiel                                   | Zwitserland                               | 1686                                      | Stabiel                                   |
| 31                                        | Stabiel                                   | Servië en Montenegro                      | 1681                                      | Stabiel                                   |
| 32                                        | Stabiel                                   | Polen                                     | 1660                                      | Stabiel                                   |
| 33                                        | Stabiel                                   | Roemenië                                  | 1649                                      | Stabiel                                   |
| 34                                        | 1                                         | Ierland                                   | 1630                                      | 6                                         |
| 35                                        | 1                                         | Colombia                                  | 1615                                      | Stabiel                                   |
| 36                                        | 2                                         | Portugal                                  | 1614                                      | 17                                        |
| 37                                        | Stabiel                                   | Argentinië                                | 1604                                      | Stabiel                                   |
| 38                                        | Stabiel                                   | Peru                                      | 1603                                      | Stabiel                                   |
| 39                                        | Stabiel                                   | Trinidad en Tobago                        | 1593                                      | Stabiel                                   |
| 40                                        | Stabiel                                   | Wit-Rusland                               | 1587                                      | Stabiel                                   |
| 41                                        | Stabiel                                   | Thailand                                  | 1584                                      | Stabiel                                   |
| 42                                        | Stabiel                                   | Slowakije                                 | 1579                                      | Stabiel                                   |
| 43                                        | Stabiel                                   | Vietnam                                   | 1577                                      | Stabiel                                   |
| 44                                        | Stabiel                                   | Kroatië                                   | 1552                                      | Stabiel                                   |
| 45                                        | Stabiel                                   | Costa Rica                                | 1547                                      | Stabiel                                   |
| 46                                        | Stabiel                                   | Myanmar                                   | 1544                                      | Stabiel                                   |
| 47                                        | Stabiel                                   | Oostenrijk                                | 1539                                      | Stabiel                                   |
| 48                                        | Stabiel                                   | Bulgarije                                 | 1521                                      | Stabiel                                   |
| 49                                        | Stabiel                                   | Oezbekistan                               | 1505                                      | Stabiel                                   |
| 50                                        | Stabiel                                   | Ghana                                     | 1494                                      | Stabiel                                   |
| 51                                        | Stabiel                                   | Chili                                     | 1487                                      | Stabiel                                   |
| 52                                        | Stabiel                                   | Ecuador                                   | 1473                                      | Stabiel                                   |
| 53                                        | Stabiel                                   | Griekenland                               | 1466                                      | Stabiel                                   |
| 54                                        | Stabiel                                   | Marokko                                   | 1462                                      | Stabiel                                   |
| 55                                        | Stabiel                                   | Tonga                                     | 1461                                      | Stabiel                                   |
| 56                                        | Stabiel                                   | Wales                                     | 1451                                      | Stabiel                                   |
| 57                                        | Stabiel                                   | Haïti                                     | 1443                                      | Stabiel                                   |
| 58                                        | Stabiel                                   | India                                     | 1436                                      | Stabiel                                   |
| 59                                        | Stabiel                                   | Papoea-Nieuw-Guinea                       | 1429                                      | Stabiel                                   |
| 60                                        | Stabiel                                   | Litouwen                                  | 1401                                      | Stabiel                                   |
| 61                                        | Stabiel                                   | Letland                                   | 1390                                      | Stabiel                                   |
| 62                                        | Stabiel                                   | Indonesië                                 | 1389                                      | Stabiel                                   |
| 63                                        | Stabiel                                   | Panama                                    | 1375                                      | Stabiel                                   |
| 64                                        | Stabiel                                   | Kazachstan                                | 1374                                      | Stabiel                                   |
| 65                                        | Stabiel                                   | Hongkong                                  | 1363                                      | Stabiel                                   |
| 66                                        | Stabiel                                   | Paraguay                                  | 1354                                      | Stabiel                                   |
| 67                                        | Stabiel                                   | Uruguay                                   | 1347                                      | Stabiel                                   |
| 68                                        | Stabiel                                   | Turkije                                   | 1344                                      | Stabiel                                   |
| 69                                        | Stabiel                                   | Guam                                      | 1338                                      | Stabiel                                   |
| 70                                        | Stabiel                                   | Faeröer                                   | 1333                                      | Stabiel                                   |
| 71                                        | Stabiel                                   | Israël                                    | 1332                                      | Stabiel                                   |
| 72                                        | Stabiel                                   | Fiji                                      | 1324                                      | Stabiel                                   |
| 73                                        | Stabiel                                   | Zuid-Afrika                               | 1323                                      | Stabiel                                   |
| 74                                        | Stabiel                                   | Maleisië                                  | 1320                                      | Stabiel                                   |
| 75                                        | Stabiel                                   | Slovenië                                  | 1307                                      | Stabiel                                   |
| 76                                        | Stabiel                                   | Jamaica                                   | 1294                                      | Stabiel                                   |
| 77                                        | Stabiel                                   | Venezuela                                 | 1287                                      | Stabiel                                   |
| 78                                        | Stabiel                                   | Algerije                                  | 1285                                      | Stabiel                                   |
| 79                                        | Stabiel                                   | Mali                                      | 1283                                      | Stabiel                                   |
| 80                                        | Stabiel                                   | Guatemala                                 | 1278                                      | Stabiel                                   |
| 81                                        | Stabiel                                   | Filipijnen                                | 1270                                      | Stabiel                                   |
| 82                                        | 1                                         | Noord-Ierland                             | 1269                                      | 9                                         |
| 83                                        | 1                                         | Kameroen                                  | 1266                                      | Stabiel                                   |
| 84                                        | Stabiel                                   | Estland                                   | 1243                                      | Stabiel                                   |
| 85                                        | Stabiel                                   | Bosnië en Herzegovina                     | 1231                                      | Stabiel                                   |
| 86                                        | Stabiel                                   | Bolivia                                   | 1216                                      | Stabiel                                   |
| 87                                        | Stabiel                                   | Vanuatu                                   | 1208                                      | Stabiel                                   |
| 88                                        | Stabiel                                   | Suriname                                  | 1199                                      | Stabiel                                   |
| 88                                        | Stabiel                                   | Dominica                                  | 1199                                      | Stabiel                                   |
| 90                                        | Stabiel                                   | Singapore                                 | 1198                                      | Stabiel                                   |
| 90                                        | Stabiel                                   | Honduras                                  | 1198                                      | Stabiel                                   |
| 92                                        | Stabiel                                   | Angola                                    | 1191                                      | Stabiel                                   |
| 93                                        | Stabiel                                   | Moldavië                                  | 1190                                      | Stabiel                                   |
| 94                                        | Stabiel                                   | Senegal                                   | 1184                                      | Stabiel                                   |
| 95                                        | Stabiel                                   | Zimbabwe                                  | 1179                                      | Stabiel                                   |
| 96                                        | Stabiel                                   | Congo-Kinshasa                            | 1172                                      | Stabiel                                   |
| 97                                        | Stabiel                                   | El Salvador                               | 1160                                      | Stabiel                                   |
| 98                                        | Stabiel                                   | Saint Lucia                               | 1158                                      | Stabiel                                   |
| 99                                        | Stabiel                                   | Tahiti                                    | 1155                                      | Stabiel                                   |
| 100                                       | Stabiel                                   | Malediven                                 | 1151                                      | Stabiel                                   |
| 101                                       | Stabiel                                   | Cookeilanden                              | 1143                                      | Stabiel                                   |
| 102                                       | Stabiel                                   | Samoa                                     | 1122                                      | Stabiel                                   |
| 103                                       | Stabiel                                   | Malta                                     | 1118                                      | Stabiel                                   |
| 104                                       | Stabiel                                   | Dominicaanse Republiek                    | 1114                                      | Stabiel                                   |
| 105                                       | Stabiel                                   | Nicaragua                                 | 1113                                      | Stabiel                                   |
| 106                                       | Stabiel                                   | Bahama's                                  | 1111                                      | Stabiel                                   |
| 107                                       | Stabiel                                   | Guinee                                    | 1084                                      | Stabiel                                   |
| 107                                       | Stabiel                                   | Ethiopië                                  | 1084                                      | Stabiel                                   |
| 109                                       | Stabiel                                   | Armenië                                   | 1064                                      | Stabiel                                   |
| 110                                       | Stabiel                                   | Congo-Brazzaville                         | 1056                                      | Stabiel                                   |
| 111                                       | Stabiel                                   | Swaziland                                 | 1044                                      | Stabiel                                   |
| 112                                       | Stabiel                                   | Puerto Rico                               | 1036                                      | Stabiel                                   |
| 113                                       | Stabiel                                   | Zambia                                    | 1027                                      | Stabiel                                   |
| 114                                       | Stabiel                                   | Mozambique                                | 1026                                      | Stabiel                                   |
| 114                                       | Stabiel                                   | Botswana                                  | 1026                                      | Stabiel                                   |
| 116                                       | Stabiel                                   | Gabon                                     | 1023                                      | Stabiel                                   |
| 116                                       | Stabiel                                   | Cyprus                                    | 1023                                      | Stabiel                                   |
| 118                                       | Stabiel                                   | Namibië                                   | 970                                       | Stabiel                                   |
| 119                                       | Stabiel                                   | Kaaimaneilanden                           | 917                                       | Stabiel                                   |
| 120                                       | Stabiel                                   | Belize                                    | 882                                       | Stabiel                                   |
| 121                                       | Stabiel                                   | Tanzania                                  | 788                                       | Stabiel                                   |

| Kleur | Betekenis                                      |
| ----- | ---------------------------------------------- |
|       | Hoogste FIFA ranking ooit                      |
|       | Evenaring hoogste FIFA ranking ooit            |
|       | Voor het eerst opgenomen in de wereldranglijst |
|       | Evenaring slechtste FIFA ranking ooit          |
|       | Slechtste FIFA ranking ooit                    |